# 백남식 (1901년)
백남식(白南軾, 1901년~1964년 9월 28일)은 대한민국의 정치인이다. 제2대, 제3대 국회의원을 지냈다. 본관은 수원(水原), 호(號)는 낙추(落樞)이다. 경상북도 경주 출생이고 경상북도 상주에서 성장하였다.

## 약력
- 경상북도 대구교남고등보통학교 졸업
- 경상북도 상주금융조합장
- 국민회 초급자치행정위원
- 국민회 경상북도지회 상주군 지부장
- 국민회 금융행정자치위원
- 국민회 부회장
- 국민회 부회장 겸 회장 직무대리
- 국민회 회장
- 제2대, 제3대 국회의원

## 역대 선거 결과
|  | 24.55% |

|  | 17.11% |

|  | 23.85% |

|  | 33.06% |

|  | 15.21% |

|  | 4.5% |